# Power (canção de Exo)
"Power" é uma canção do grupo masculino sino-coreano Exo contida em seu quatro álbum repaginado The War: The Power of Music. Ela foi lançada em 5 de setembro de 2017 em duas versões linguísticas, coreana e mandarim, pela S.M. Entertainment. Desde seu lançamento, a canção conquistou três prêmios de programas musicais e acumulou mais de cem mil unidades digitais vendidas na Coreia do Sul. Ela foi a primeira canção a alcançar a pontuação máxima de onze mil pontos no M! Countdown após mudanças no sistema do programa terem sido implementadas em junho de 2015.

## Antecedentes e lançamento
Descrita como uma canção de EDM que apresenta sons de sintetizadores e batidas fortes de bateria, "Power" fala sobre como uma pessoa pode tornar-se mais forte através da música, que une a todos. Escrevendo para a Billboard, Tamar Herman declarou: "a faixa faz jus ao seu nome e é um dos singles mais energéticos do EXO até hoje." Ele foi lançado em 5 de setembro de 2017 em conjunto ao álbum repaginado The War: The Power Of Music.

## Videoclipe
Prévias para o videoclipe na versão coreana e mandarim de "Power" foram lançados em 4 de setembro de 2017 pela S.M. Entertainment, tendo sido seguidos pelo lançamento oficial do vídeo musical no dia seguinte. Apesar de serem lançados em versões diferentes, ambos vídeos iniciam-se com uma narração que explica o novo mundo do EXO, mostrando trechos de algumas de suas canções antigas, para ter seu foco então em um planeta estrangeiro derivado de videogames, onde os membros do grupo lutam contra a máquina da Força Vermelha (seus oponente) para recuperar as órbitas de seus poderes que lhes foram oficialmente designados no início de suas carreiras.
Escrevendo para a Billboard, Tamar Herman declarou: "apresentando animações e cenas que derivam de séries de videogames e personagens como Power Rangers e Cartoon Network, o vídeo de cinco minutos corresponde ao estilo animado da música, misturando humor e drama, enquanto o EXO luta por suas vidas." Macrograph, o estúdio VFX responsável por efeitos visuais em filmes arrasa-quarteirão como Roaring Currents e Northern Limit Line, realizou os efeitos especiais presentes no videoclipe.

## Divulgação
S.M. Entertainment começou a divulgar "Power" e seu álbum com o lançamento de um teaser no horário de início do eclipse solar de 21 de agosto de 2017 na Costa do Pacífico. Em 30 de agosto, foi revelado uma prévia de seu videoclipe. Logo após, a agência do grupo começou a lançar fotos dos membros sob o conceito da canção. No mesmo dia, foi anunciado que a canção seria incluída na reedição do álbum, relançado sob o título The War: The Power Of Music. "Power" foi lançada em conjunto ao álbum em 5 de setembro.
Em 6 de setembro, EXO realizou um mini evento para fãs, onde performou o single pela primeira vez. Ele deu início às promoções em programas musicais se apresentando no M! Countdown em 7 de setembro. Desde então, a canção conquistou três prêmios de programas musicais. Em 14 de setembro, o grupo recebeu um troféu do M! Countdown após "Power" conquistar a pontuação máxima de onze mil pontos. Assim, tornou-se o primeiro artista a alcançar a pontuação máxima após mudanças no sistema do programa terem sido implementadas em junho de 2015.

## Desempenho nas paradas musicais

### Paradas semanais
| Parada (2017)                                    | Melhor posição |
| ------------------------------------------------ | -------------- |
| China (Alibaba)                                  | 4              |
| China (Billboard · China V Chart)                | 6              |
| Coreia do Sul (Gaon)                             | 2              |
| Estados Unidos (Billboard · World Digital Songs) | 3              |
| Japão (Billboard · Japan Hot 100)                | 70             |

## Vendas
| Região               | Vendas   |
| -------------------- | -------- |
| Coreia do Sul (Gaon) | 137,050+ |

## Prêmios e indicações

### Prêmios de programas musicais
| Programa                  | Data                   |
| ------------------------- | ---------------------- |
| Show Champion (MBC Music) | 13 de setembro de 2017 |
| M! Countdown (Mnet)       | 14 de setembro de 2017 |
| Music Bank (KBS)          | 15 de setembro de 2017 |

## Histórico de lançamento
| Região        | Data                  | Formato          | Gravadora                      |
| ------------- | --------------------- | ---------------- | ------------------------------ |
| Coreia do Sul | 5 de setembro de 2017 | Download digital | S.M. Entertainment Genie Music |
| Mundialmente  | 5 de setembro de 2017 | Download digital | S.M. Entertainment             |